# 白桂木
白桂木（学名：Artocarpus hypargyreus），为桑科桂木属下的一个植物种。又名大叶胭脂、胭脂树 、胭脂木、将军树等。其果近似无花果，有名狗果，外型凹凸不平，味甜酸 ，也可作蜜饯、饮料原料。

## 食用
在大热天过时果的酱汁较甜。在盛夏时，南粤民间喜摘桂木果来蒸面豉糖配饭。。